# Campeonato da Europa de Atletismo de 2012 - 5000 m masculino
A prova dos 5000 metros masculino do Campeonato da Europa de Atletismo de 2012 foi disputada no dia 27 de junho de 2012 no Estádio Olímpico de Helsinque em Helsinque,  na Finlândia. 

## Recordes
Antes desta competição, os recordes mundiais e do campeonato nesta prova eram os seguintes:
|                       | Nome             | Nacionalidade | Tempo     | Local     | Data                 |
| --------------------- | ---------------- | ------------- | --------- | --------- | -------------------- |
| Recorde mundial       | Kenenisa Bekele  | Etiópia       | 12m37s35  | Hengelo   | 31 de maio de 2004   |
| Recorde do campeonato | Jack Buckner     | Reino Unido   | 13m10s 15 | Estugarda | 31 de agosto de 1986 |
| Recorde europeu       | Mohammed Mourhit | Bélgica       | 12m49s71  | Bruxelas  | 25 de agosto de 2000 |

## Medalhistas
| Ouro           | Prata             | Bronze                    |
| Mo Farah (GBR) | Arne Gabius (DEU) | Polat Kemboi Arıkan (TUR) |

## Cronograma
Todos os horários são locais (UTC+3).
| Data        | Hora  | Evento |
| ----------- | ----- | ------ |
| 27 de junho | 19:40 | Final  |

## Resultados
| Posição           | Atleta                     | Nacionalidade | Tempo    | Notas   |
| ----------------- | -------------------------- | ------------- | -------- | ------- |
| Medalha de ouro   | Mo Farah                   | Grã-Bretanha  | 13:29.91 |         |
| Medalha de prata  | Arne Gabius                | Alemanha      | 13:31.83 |         |
| Medalha de bronze | Polat Kemboi Arıkan        | Turquia       | 13:32.63 |         |
| 4                 | Yohan Durand               | França        | 13:32.65 |         |
| 5                 | Daniele Meucci             | Itália        | 13:32.69 |         |
| 6                 | Hayle Ibrahimov            | Azerbaijão    | 13:36.05 |         |
| 7                 | Dennis Licht               | Países Baixos | 13:37.99 |         |
| 8                 | Bashir Abdi                | Bélgica       | 13:39.01 |         |
| 9                 | Serhiy Lebid               | Ucrânia       | 13:40.07 |         |
| 10                | Manuel Ángel Penas         | Espanha       | 13:41.40 |         |
| 11                | Stefano La Rosa            | Itália        | 13:41.99 |         |
| 12                | Francisco Javier Alves     | Espanha       | 13:42.46 |         |
| 13                | Adil Bouafif               | Suécia        | 13:50.13 |         |
| 14                | Rory Fraser                | Grã-Bretanha  | 13:51.05 |         |
| 15                | Philipp Pflieger           | Alemanha      | 13:51.23 |         |
| 16                | Tiidrek Nurme              | Estónia       | 13:51.29 |         |
| 17                | Brenton Rowe               | Áustria       | 13:51.58 |         |
| 18                | Sindre Buraas              | Noruega       | 13:51.64 |         |
| 19                | Anatoliy Rybakov           | Rússia        | 13:52.79 |         |
| 20                | Jesús España               | Espanha       | 13:55.98 |         |
| 21                | Mats Lunders               | Bélgica       | 14:06.55 |         |
| 22                | Philipp Bandi              | Suíça         | 14:07.48 |         |
| 23                | Mitch Goose                | Grã-Bretanha  | 14:21.91 |         |
| 24 !              | Jesper van der Wielen      | Países Baixos | DNF      |         |
| 25 !              | Maksym Cerrone Obrubanskyy | Itália        | DQ       | R163.3b |

Legenda
| Recorde mundial       | Recorde mundial (World record)               |                       | Recorde africano                      | Recorde africano (African) |                                           | Q | Classificado por posição (Qualified) |
| Recorde do campeonato | Recorde do campeonato (Championship record)  | Recorde da América    | Recorde da América (Americas)         | q                          | Classificado por melhor tempo (Qualified) |   |                                      |
| Melhor marca do ano   | Melhor marca do ano (World leading)          | Recorde asiático      | Recorde asiático (Asian)              | DNS                        | Não largou (Did not start)                |   |                                      |
| Recorde nacional      | Recorde nacional (National record)           | Recorde europeu       | Recorde europeu (European)            | DNF                        | Não terminou (Did not finish)             |   |                                      |
| Recorde pessoal       | Recorde pessoal do atleta (Personal best)    | Recorde da Oceania    | Recorde da Oceania (Oceania)          | DSQ / DQ                   | Desclassificado (Disqualified)            |   |                                      |
| Recorde da temporada  | Recorde da temporada do atleta (Season best) | Recorde sul-americano | Recorde sul-americano (South America) | NM                         | Sem marca (No mark)                       |   |                                      |